# Расселл, Питер Ховард
Питер Ховард Расселл (англ. Peter Howard Russell; 16 ноября 1932, Торонто — 10 января 2024, там же) — канадский учёный-политолог и историк права, один из ведущих специалистов по конституции Канады, президент Канадской политологической ассоциации (1990—1991). Профессор Торонтского университета, член Королевского общества Канады (1988), компаньон ордена Канады (2022, офицер с 1986).

## Биография
Родился в Торонто в 1932 году в семье Алека Расселла, администратора сети универсальных магазинов Eaton's, и медсестры Джин Расселл (урождённой Гриффин). Вырос в торонтском районе Лисайд, где проживали представители среднего класса. В школе преуспевал, в 1955 году получил степень бакалавра по истории и экономике в Торонтском университете, после чего благодаря Родсовской стипендии продолжил обучение в Оксфорде. В ходе учёбы в Англии был капитаном университетской хоккейной команды, окончил Оксфорд со степенью бакалавра по философии, политологии и экономике. В 1958 году женился на Сью Джарвис, выпускнице университета, работавшей в больнице лаборанткой. В этом браке, продлившемся 65 лет до самой смерти Расселла, родились три дочери и сын.
По возвращении в Канаду собирался пойти по стопам отца и сделать карьеру в бизнесе. Начал работать в монреальском отделении Алюминиевой компании Канады, однако благодаря знакомству был приглашён на собеседование на отделение политэкономии Торонтского университета и получил место преподавателя; по собственным воспоминаниям, Расселла, имевшего только две первых степени, взяли на работу благодаря его либеральным политическим взглядам, чтобы «уравновесить» уже преподававшего на этом отделении марксиста. Поскольку Расселла интересовало также правоведение, он прослушал несколько курсов на юридическом факультете Торонтского университета, после чего поделился с его профессором Борой Ласкиным, бывшим судьёй Верховного суда, планами на получение юридического образования. Ласкин, однако, отсоветовал ему так поступать, предупредив, что он рискует потерять индивидуальный взгляд на вопросы права. Вместо этого Расселл продолжил изучение канадского и британского конституционного права самостоятельно. В 1964 году увидела свет его первая монография — Leading Constitutional Decisions, в которой он проявил себя как «юридический реалист», показывая, как на решения судей влияют их личные воззрения и связи.
После выхода книги к Расселлу обратилась Королевская комиссия Канады по билингвизму и бикультурализму, поручившая ему исследовать историю отношения Верхивного суда Канады к языковому вопросу. Исследование Расселла показало, что в Верховном суде два официальных языка Канады — английский и французский — не имеют равного статуса: только двое из девяти судей владели французским, но при этом в суде не предоставлялись услуги по переводу, а многие его решения публиковались только на английском языке. Благодаря отчёту Расселла к 1969 году проблемы с переводом были решены.
В том же году Фонд Рокфеллера заключил с канадским учёным контракт на работу в Уганде, где он должен был преподавать в Университете Макерере и консультировать генерального прокурора страны Нкамбо Мугерву. Два года спустя в ходе государственного переворота Иди Амина Мугерва был арестован; новые власти сообщили Расселлу, что условием освобожения генерального прокурора будет его сотрудничество. По требованию Амина канадец подготовил отчёт с обзором юридической системы Уганды, и Мугерву освободили, позволив ему уехать в Танзанию. Однако Амин исказил смысл отчёта Расселла, заявив, что тот доказывает, что при парламентском строе реформа правосудия в Уганде невозможна.
Вернувшись в Канаду, Расселл продолжил преподавание политологии в Торонтском университете, где оставался до 1997 года. В 1973—1978 годах возглавлял Иннис-колледж — один из колледжей в структуре университета. Он также был первым директором нового Синьор-колледжа. В 1994 году получил почётное звание профессора университета. В разные годы среди его учеников были будущий министр финансов Альберты Тед Мортон и федеральный министр юстиции Давид Ламетти. В 1974 году по просьбе Джеймса Уоши, тогдашнего верховного вождя нации дене, Расселл занялся исследованием вопросов, связанных с суверенитетом и земельными правами коренных народов Канады. Со временем он стал ведущим специалистом в этой теме и защитником исторических прав коренных народов, пострадавших от недобросовестно составлявшихся договоров. В 1992—1995 годах он возглавлял исследовательскую консультативную группу при Королевской комиссии по коренным народам.
В начале 1980-х годов Расселл с энтузиазмом принял инициативу по патриации конституции Канады и принятию Канадской хартии прав и свобод. Он был в числе первых исследователей практики Верховного суда Канады по делам, связанным со статьями хартии. Позже бывший судья Верховного суда Иэн Бинни включил Расселла в узкую группу крупнейших специалистов по конституции Канады наряду со своим коллегой Брайаном Диксоном и профессором Питером Хоггом. Расселл также был в числе экспертов, выработавших объективные критерии назначения судей в провинции Онтарио и в 1988 году возглавлял первый независимый комитет по оценке кандидатов на судебные посты.
На протяжении карьеры профессор Расселл неоднократно консультировал по правовым вопросам ведущих политиков Канады и Онтарио. Так, к его помощи прибегали премьер-министры Онтарио Боб Рэй и Дэвид Питерсон; последнего Расселл в частности консультировал в конце 1980-х годов в ходе подготовки Мичского соглашения, целью которого было завершение конституционной реформы 1981 года и подписание конституции Квебеком. Его услугами также пользовалась генерал-губернатор Канады Адриенна Кларксон, а в 2008 году к нему обратилась занимавшая этот же пост Микаэль Жан. Это было связано с рекомендацией премьер-министра Канады Стивена Харпера о приостановке деятельности парламента в условиях, когда правительству меньшинства Харпера грозил вотум недоверия. Жан попросила Расселла подготовить для неё обзор истории пророгаций парламентской деятельности, и к тому моменту, когда он был готов, оказалось, что большинство материала написано в прошлые годы им самим. Жан удовлетворила рекомендацию Харпера, и тот оставался премьер-министром ещё семь лет (в том числе последние четыре уже имея большинство в парламенте). Сам Расселл после этого эпизода подготовил новую монографию «Двукратное ура правительству меньшинства» (англ. Two Cheers for Minority Government), которая стала одной из основополагающих работ по аспектам деятельности правительств меньшинства в мире.
В 1988 году Питер Расселл был избран членом Королевского общества Канады. В 1990—1991 году возглавлял Канадскую политологическую ассоциацию. В 1986 году произведён в офицеры ордена Канады, а в 2022 году получил звание компаньона этого ордена (высшая гражданская награда Канады). Был также удостоен премии имени Милдред Шварц от Американской ассоциации политической науки. Ближе к концу жизни работал над книгой мемуаров, увидевшей свет под названием Out of the Blue после смерти автора, и вторым, дополненным и пересмотренным, изданием «Двукратного ура правительству меньшинства». Скончался в январе 2024 года в возрасте 91 года от заболевания лёгких, оставив после себя жену и четырёх детей.

## Избранная библиография
- Leading Constitutional Decisions (1964)[3]
- Constitutional Odyssey: Can Canadians Become a Sovereign People? (1992; переиздания: 1993 и 2004)
- Recognizing Aboriginal Title: The Mabo Case and Indigenous Resistance to English-Settler Colonialism (2005)
- Two Cheers for Minority Government (2008; 2-е издание: 2024)
- Canada’s Odyssey: A Country Based on Incomplete Conquests (2017)